# Parapoynx stagnalis
Parapoynx stagnalis  (лат.) — вид чешуекрылых насекомых из семейства огнёвок-травянок. Распространён в Индии, Пакистане, Шри-Ланке, Малайзии, на Филиппинских островах, в Австралии (Северная территория и Квинсленд), Южной Африке, Южной Америке и Испании. Умеренный вредитель риса, временами может наносить серьёзный вред. Рисовые посевы на рисовых холмах, поражённые гусеницами, чахнут или полностью увядают. Гусеницы часто причиняют серьёзный вред свежему посеву риса.

## Описание
Размах крыльев имаго 22—30 мм. Имаго белые; на крыльях имеются бледно-коричневые волнистые пятнышки. Гусеницы светло-зелёные с коричневато-оранжевой головой. Взрослые гусеницы длиной 15 мм.

## Экология
Гусеницы объедают листья свинороя пальчатого, сыти ирия, сыти круглой, риса посевного, проса (Panicum repens) и ветвянки (Brachiaria mutica), а также других травянистых злаков, в том числе представителей родов полевичка и паспалум. Питаясь, срезают листья, сильно укорачивая их либо оставляя на листьях надрезы, и сворачивают на оставшейся части листа листовую трубку. В этой трубке гусеницы остаются и продолжают питаться, соскребая зелёную материю, оставляя характерные белые следы. Гусеницы чаще питаются на нижней части листа, чем на верхней.

## Развитие
За жизнь самки откладывают около 50 яиц. Инкубационный период яиц длится 2—6 дней.
Гусеницы живут внутри лиственных трубок. С каждой последующей линькой гусеницы заменяют трубку на другую, свежесделанную. Гусеницы полностью вырастают через 14—20 дней после появления из яиц. Они ведут полуводный образ жизни. У них имеются волокнистые жабры внутри тела; жизненно необходимый кислород они получают из воды, будучи с лиственной трубкой погруженными под воду. Вода в листовой трубке часто пополняется свежей водой, когда гусеница выползает на поверхность по растению над водой в рисовом поле.
Окукливаются внутри листовой трубки, которая остаётся прикреплённой к основанию побега. Взрослые насекомые появляются спустя 4—7 дней после окукливания гусеницы, и они, появившиеся имаго, способны пройти сквозь воду, куда была опущена трубка, на поверхность. Взрослые особи живут 2—9 дней.

## В сельском хозяйстве
Parapoynx stagnalis — это один из главных вредителей риса. На Филиппинских островах зафиксирована потеря 10 % рисового урожая, когда у 30 % растений гусеницами были срезаны листья или 25 % площади листьев было повреждено на протяжении первого месяца после высадки рассады. Потеря урожая риса в Аргентине достигала до 52 %. На рисовых полях в штате Мадхья-Прадеш (Индия) Parapoynx stagnalis повредили 38—94 % листьев и в комбинации с другим вредителем, Cnaphalocrocis medinalis, послужили причиной потери 80 % урожая риса.